# Прашка (оръжие)
Вижте пояснителната страница за други значения на Прашка.
Прашката е древно метателно оръжие, което поразява избраната цел чрез удар с малък плътен предмет – най-често камък, но проектилът може да бъде изработен често и от тежки метали. Едно от първите писмени свидетелства за използване на прашката е двубоят между Давид и Голиат, описан в Библията – Първа книга на Царете. Това е оръжие използвано от дълбока древност до късното средновековие. В най-простата си форма се състои от дълга лента, изработена от  кожа или тъкан, която има в средата си гнездо за поставяне на проектила. Стрелецът захваща двата края на прашката, завърта прашката докато се достигне достатъчно висока скорост и пуска единия край при което проектилът излита с голяма скорост от нея.
Балеарските прашкари са най-известните от древността леки пехотинци, професионално владеещи това оръжие. Според Диодор Сицилийски названието Балеарски е от гръцката дума βάλλειν – „мятам“.

## Устройство и използвани проектили
С прашката могат да се изстрелва практически почти всеки малък и тежък обект. В големите армии е било практикада се произвеждат масово проектили с еднаква големина и качество. На редица исторически места саа намирани складове на така произведени и съхранявани проектили. Най-старите намерени проектили са камъни, като най-подходящи са тези кръгла гладка форма. Давид според библията е избрал за битката с Голиат пет гладки камъка. Теглото на камъните може да варира в широки граници . Според Диодор Сицилийски в битката при Екном през  256 г. пр.н.е.,балеарските прашкари, които са на служба на Картаген използват камъни с тегло от една мина (436 гр.). Още по-ефективни са метателните снаряди, изработни от олово. При тях далекобойността е два пъти по-голяма от тази на каменните. Използват се също и метателни снаряди, изработени от изпечена или изсушена глина.
Шведският църковен деятел и историк Олаф Магнус пише за използването на горещи железни топки, с помощта на които могат да се предизвикат пожари. Първите прости ръчни гранати също са изстрелвани с прашки.

## Предимства и недостатъци

### Предимства
Прашката като оръжие има някои предимства спрямо други метателни оръжия като копие, арбалет и лък:
- Прашката е изключително евтина и лека за изработка. За разлика от нея, лъкът и арбалетът изискват използването на специални материали, както и специални умения при изработката.
- В зависимост от местността могат да се намерят подходящи проектили за хвърляне като камъни или да се изработят чрез отливане на място от олово. Стрелите им изискват също по-специални материали и технология на производство.
- Прашката не се влияе съществено от климатичните условия и стареенето. Лъкът и арбалетът могат да се повредят от влагата, водата и студа и трудно се ремонтират. Така например прочутите съставни лъкове, използвани от конните народи, като монголците са особено чувствителни към влагата. Арбалетът също може да загуби силата си на стрелба при дъжд.
- Прашката се носи без проблем даже в джоба.
- Стрелите могат да бъдат разпознати при стрелбата по-лесно от металния проектил, поради което проектилът от прашката може да бъде по-ефективен.
- Стрелбата с прашка се извършва с една ръка, както и да бъде много безшумна.

### Недостатъци на прашката
Прашката има някои недостатъци спрямо другите метателни оръжия:
- Стрелбата с прашка за да бъде ефективна изисква много упражнения. Затова вместо да обучават собствените си войници, в някои армии като например римската армия са наемали опитни прашкари. По този начин те се превръщат в едни от първите наемници.
- В гората и непроходими гъсталаци често няма достатъчно пространство за да бъде използвана прашка.
- Ударът от прашка има ограничение при използването срещу войници с броня.

### Далечина на стрелбата
Както голяма част от метателните оръжия в миналото и далекобойността на прашката зависи от уменията и силата на самия стрелец. Сведенията, които дават историците от миналото сочат, че прашката малко отстъпва в далекобойността си от лъка от същото време. Ксенофонт описва че родоските прашкари с оловни проектили достигат същата далечина на стрелбата както и персийските стрелци с лъкове а римският военен историк Флавий Вегеций Ренат пише в своя труд De Re Militari, че дистанцията за тренировка на стрелците с лък и на стрелците с прашката с прът е 600 крачки. Може да се приеме, че далечината на стрелба с оловни проектили е около 200-300 метра. Добре тренираните прашкари са можели да улучат целта с достатъчна поразяваща сила на около 100 метра.

## Приложение
- Давид срещу Голиат
- Самоделна прашка
- Прашка с допълнителен прът за увеличаване на рамото на завъртане

## Виж също
- Требушет
- Атлатъл
- Болеадорас